# Expoziția artiștilor în viață din anul 1874
Expoziția artiștilor în viață din anul 1874 a fost a cincea manifestare artistică care s-a inaugurat ulterior înființării din anul 1864 a Școlii de Arte Frumoase din București, ai cărei fondatori au fost Theodor Aman și Gheorghe Tattarescu. Expoziția a făcut parte dintr-un lung șir de astfel de evenimente artistice care s-au derulat în ultimele patru decenii ale secolului al XIX-lea, ele fiind organizate de Ministerul Cultelor și Instrucțiunii Publice în parteneriat cu Școala de Arte Frumoase. Evenimentul a avut loc în galeria Pinacotecii din București la sfârșitul lunii septembrie 1874.
Expoziția din anul 1874 a fost constituită cu lucrări realizate de către artiști tineri sau amatori, excepție făcând Constantin I. Stăncescu și Karl Storck. Printre expozanți s-a numărat și Constantin Stahi care a spart boicotul artiștilor ieșeni față de manifestările oficiale bucureștene. Chiar dacă în lista artiștilor participanți nu se afla, la acest eveniment artistic a fost prezent și Ion Andreescu. Au mai participat Sava Henția, Mihail Ștefănescu, Polizu-Micșunești - artist amator, Alexandru Fotino, Ion Sălceanu, Paul Petric și August Schench.
Adrian-Silvan Ionescu a afirmat că expoziția din anul 1874 a fost una fără staruri și fără artiști plastici de prima mână. Nu poate fi tăgăduit faptul că Theodor Aman a evitat să fie obiectul scandalurilor de presă și de aceea s-a ținut departe de a mai fi elementul organizatoric principal și ca urmare nici nu a mai expus nicio lucrare. El a fost înlocuit de către Constantin I. Stăncescu, acesta din urmă fiind cel care a panotat expoziția. Stăncescu era deja o persoană influentă, în plină ascensiune, și cel care pentru următorii 25 de ani va fi pe firmamentul vieții artistice a capitalei României. El a acaparat în timp mai multe funcții în cadrul instituțiilor de cultură ale Bucureștiului. Ediția din 1874 a fost ultima Expoziție a artiștilor în viață, așa cum a creat-o și conceput-o Theodor Aman.

## Istoria manifestării expoziționale
O dată cu revenirea în deceniul al șaselea al secolului al XIX-lea de la studiile pe care le făcuseră în străinătate a lui Gheorghe Panaiteanu-Bardasare și Gheorghe Năstăseanu în Moldova și Theodor Aman și Gheorghe Tattarescu în Muntenia, s-a produs în România o adevărată efervescență artistică. Tineri progresiști și entuziaști, aceștia au contribuit la închegarea mișcării artistice pe plan local și mai apoi la nivel național.

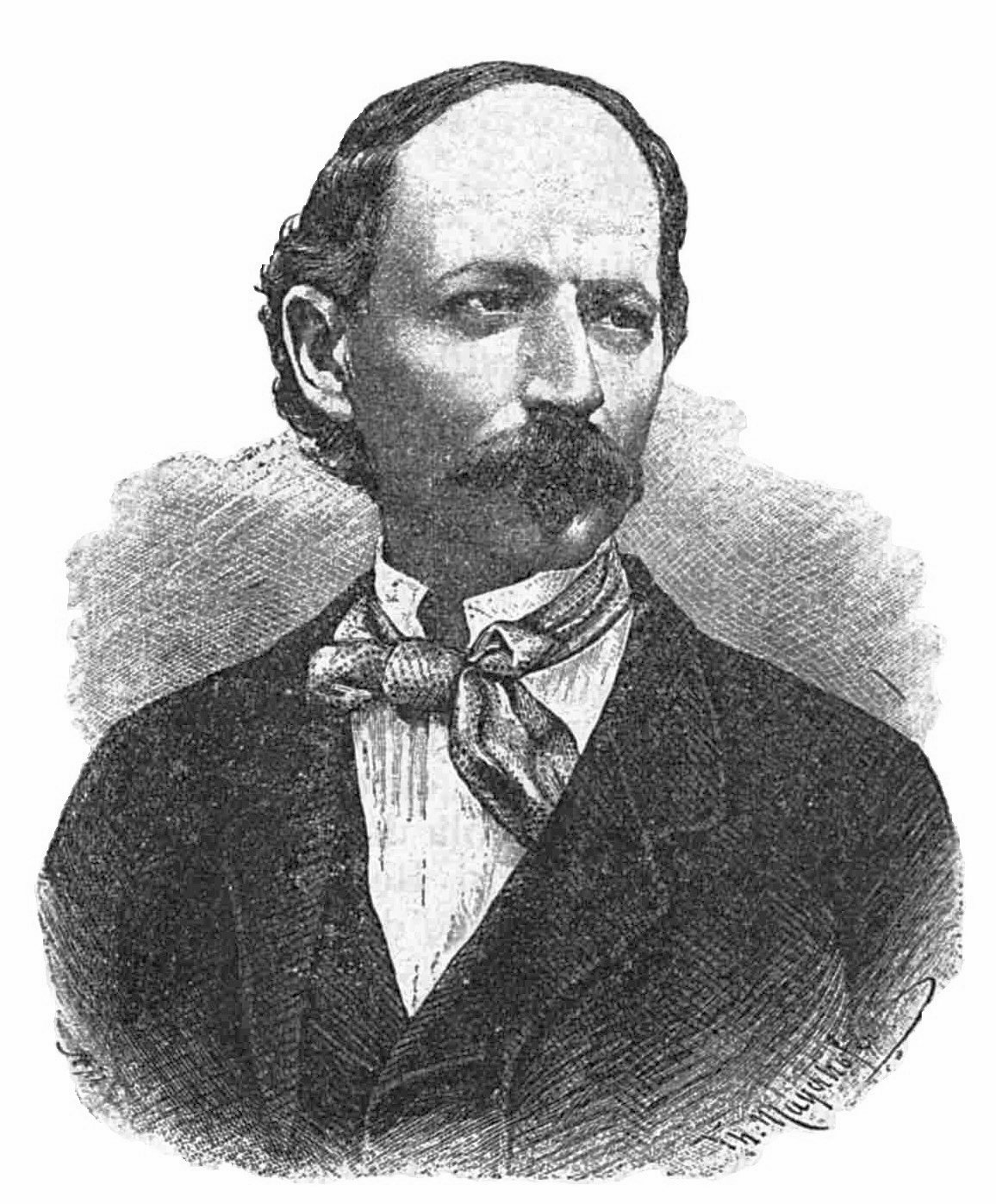
D. Bolintineanu

Pe de altă parte, primii au fost fondatorii Școlii de Arte Frumoase din Iași din data de 26 octombrie 1860 și ultimii, fondatorii Școlii de Arte Frumoase din București din data de 5 octombrie 1864. Ei au fost pionierii învățământului de specialitate și au fost organizatorii primei Pinacoteci din Iași și din București. Toți patru au contribuit într-un mod capital la cizelarea gustului publicului precum și la diversificarea genurilor plastice prin intermediul Expoziției artiștilor în viață, ai căror promotori au fost.
La sfârșitul anului 1863, Dimitrie Bolintineanu aflat în acel moment deținător al portofoliului Cultelor și Instrucțiunii Publice, a venit cu ideea de a da un imbold mișcării artistice românești. Ideea urmărea două scopuri principale. Primul era obișnuirea publicului cu manifestările artistice și al doilea era dorința de a achiziționa lucrări pentru Galeria de Tablouri. Ca urmare în anul 1864 s-a ținut o expoziție pentru testarea publicului pentru arte și în același an s-a făcut primul Regulament al Expoziției artiștilor în viață. Acesta a fost promulgat în 4 decembrie 1864 de domnitorul Alexandru Ioan I și în 13/25 decembrie 1864 a fost publicat în Monitorul Oficial. Conform Regulamentului, Expozițiile artiștilor în viață urmau să se țină anual, alternativ la București și Iași. Această prevedere din regulament nu a fost respectată niciodată, singura oară când s-a încercat să se facă la Iași - în anul 1866, epoziția nu s-a organizat din diverse motive. Regulamentul din 1864 a fost amendat de trei ori cu modificări: în anul 1868, în anul 1881 și 1894.
Prima Expoziție a artiștilor în viață a avut loc în anul 1865 la București. Expoziția din anul 1866 de la Iași a fost una eșuată. A doua Expoziție a avut loc în anul 1868 la București. În anul 1869 a avut loc în sălile Academiei (Universitate) de la București o expoziție domnească, prin care Carol I și-a prezentat propria colecție de artă, iar în anul 1870 a avut loc tot la București a treia Expoziție a artiștilor în viață. După eșecul discuțiilor pentru organizarea unei expoziții în anul 1871 la Iași s-a organizat în anul 1872 cea de a patra expoziție la Palatul Academiei din București (clădirea Universității de astăzi).

## Demersuri organizatorice
În ziua de 28 ianuarie 1874, în timpul desfășurării celei de a doua expoziții a Societății Amicilor Bellelor-Arte, Theodor Aman a transmis adresa nr. 13 Ministerului Cultelor și Instrucțiunii Publice prin care a cerut factorilor de decizie să facă diligențele necesare anunțării în Monitorul Oficial și în publicațiile presei acelor vremuri, a deschiderii unei noi Expoziții a artiștilor în viață în data de 5 mai 1874.

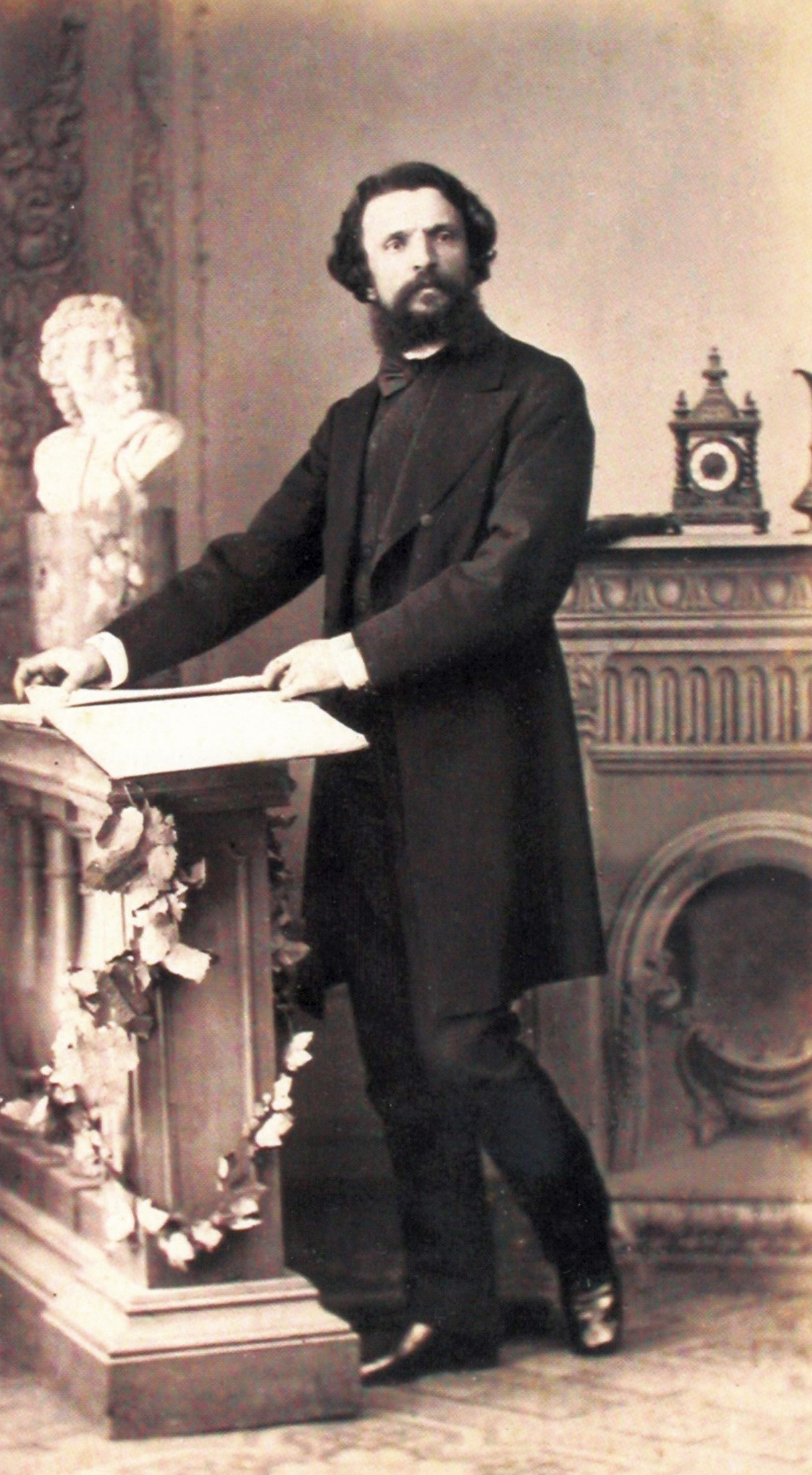
Theodor Aman - fotografie de B. Engels

În ultima decadă a lunii aprilie, Aman a mai trimis o adresă prin care a solicitat decalarea vernisajului pentru ziua de 10 septembrie pentru Esposițiunea de Pictură, Sculptură și Arhitectură a Operelor Artiștilor în viață Români și Străini domiciliați în țară. Nici această dată nu a fost agreată de Aman, deoarece el a  înștiințat Ministerul Instrucțiunii în ziua de 25 septembrie că juriul a reușit să facă selecția lucrărilor care vor fi expuse pe simeze. Conform regulamentului de funcționare a expoziției, doar juriul putea decide care lucrări pot participa la manifestare. Prin ultima adresă, el a cerut și tipărirea unui catalog.
Ca urmare a demersurilor făcute de Theodor Aman, directorul Ghidionescu l-a notificat pe președintele Școlii de Belle-Arte că a trimis ordinul de tipărire a celor 300 de cataloage către Imprimeria Statului, dar Aman trebuia să se ocupe de procurarea hârtiei necesare.
Ca și la celelalte patru expoziții precedente, Aman s-a confruntat cu căutarea unui spațiu corespunzător de expunere. A avut neînțelegeri cu administratorul Universității din București. Acestea sunt relevate de adresa nr. 46 din 6 septembrie 1874 prin care Aman a reclamat că nu i se pune la dispoziție o anume sală și a amenințat că va fi nevoit să renunțe la expoziția din acel an, cu toate că cei mai afectați vor fi artiștii și publicul amator de artă:
„... Esposițiunea Artiștilor în viață s'a annunciatu publicului că se va deschide la 15 curentu, eru Domniloru Artiști ca să'și depună operile loru celu mai târziu până la 10; câteva opere s'a și depus deja de Domni Artiști esposanți în Cancelaria Pinacothecei. Salonulu însă ce potea servi pentru assemenea esposiție nu s'a liberatu subsemnatului de D. Intendentu allu Academiei subtu cuvântu că nu pote și ce n'are assemenea salon disponibil. În casulu de față posițiunea mea devine dificilă decorată, publiculu este annunciatu pentru deschiderea Esposițiunei. Așia daru, Domnule Ministru, ammu onore a vă ruga să bine voiți a ordona numitului Intendentu ca să depună câtu mai neîntârziam Salonulu la disposițiunea sub semnatului; sau dacă domnia vostră nu încuviințați, voi fi silitu a anunția din nou suprimarea Esposițiunei pentru anulu acesta, cea ce aru descuragia pe Artiștii esposanți cari se pregătescu de mai multe luni, eru publiculu n'aru înțelege causa suprimărei anunciatei Esposițiuni."
Prin rezoluția sa, directorul Ghidionescu a arătat imposibilitatea de a elibera vreo sală, deoarece pe 15 septembrie începeau cursurile universitare și el a îndemnat să fie folosită sala Pinacotecii. Așa că expoziția s-a deschis în acel spațiu.

## Participanți și lucrări expuse
La această expoziție nu au participat Henric Trenk, Carol Popp de Szathmari, Gheorghe Tattarescu, Nicolae Grigorescu, Constantin Lecca și Theodor Aman. Majoritatea acestora au fost prezenți în anul precedent la Expoziția Societății Amicilor Bellelor-Arte. În opinia criticului și istoricului de artă Adrian-Silvan Ionescu, Aman ar fi evitat criticile ce i se aduceau privind modul de selecție a lucrărilor și a modului de panotare a lor și în special ale sale. Nicolae Grigorescu, ca urmare a situației delicate ce s-a creat în anul 1872, din acel moment a refuzat cu obstinație să participe la manifestările oficiale de acest tip.

Principalii participanți la Expoziția artiștilor în viață din anul 1874
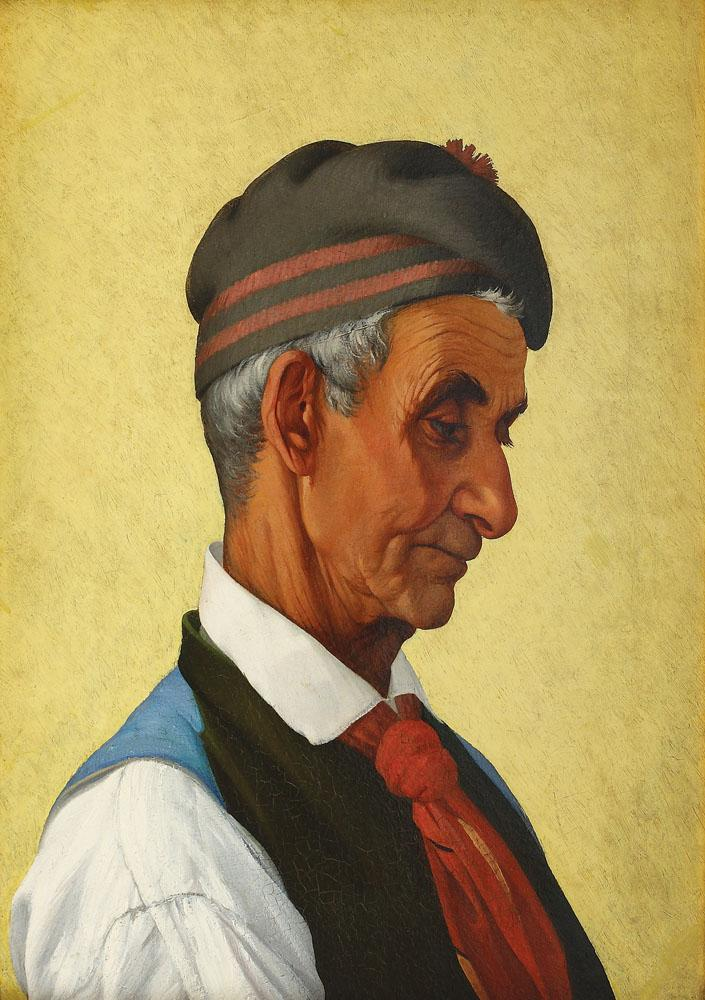
Mihail Ștefănescu
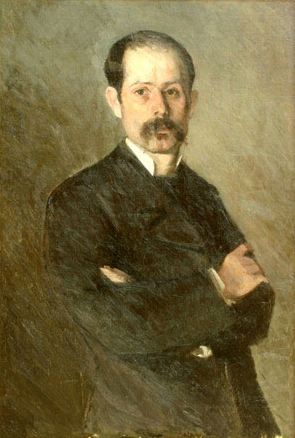
Ion Andreescu
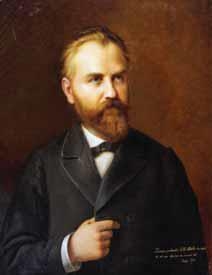
Constantin Stahi
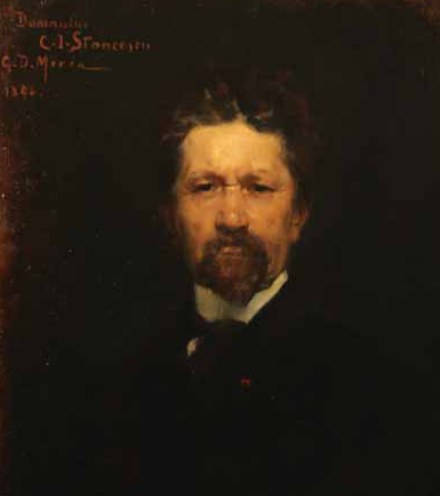
Constantin I. Stăncescu
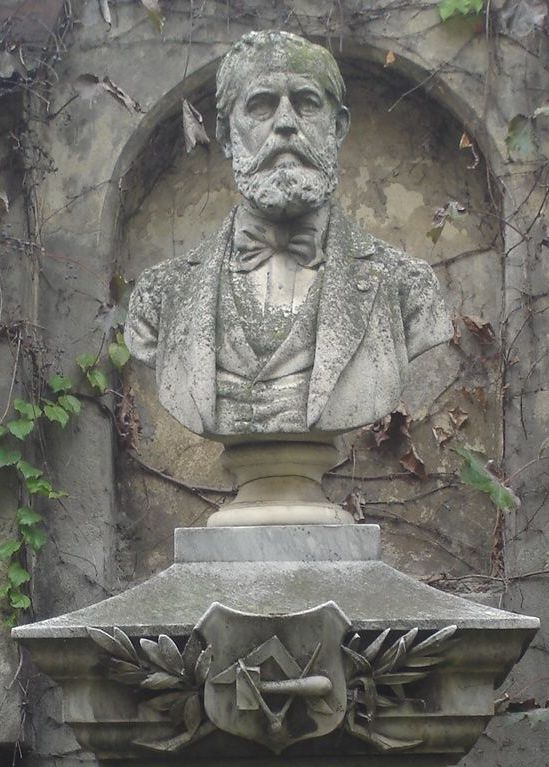
Karl Storck
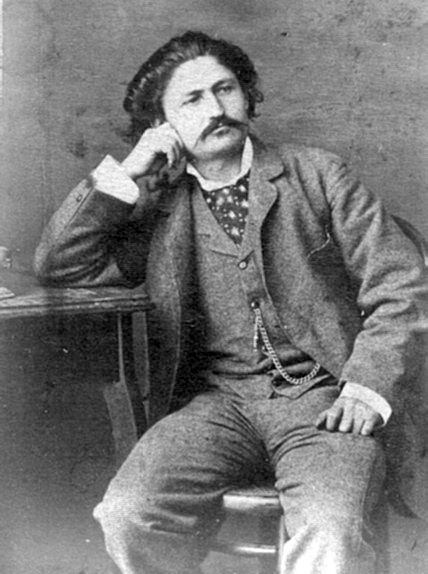
Sava Henția

Expoziția artiștilor în viață din anul 1874 a fost constituită cu lucrări realizate de către artiști tineri sau amatori, excepție făcând Constantin I. Stăncescu și Karl Storck. Printre expozanți s-a numărat și Constantin Stahi care a spart boicotul artiștilor ieșeni față de manifestările oficiale bucureștene. Chiar dacă în lista artiștilor participanți nu se regăsea numele lui Ion Andreescu, el a fost prezent la acest eveniment artistic. Pictorul băcăuan a expus o natură statică intitulată Coacăze. Ca argument al acestei afirmații stă consemnarea în creion pe care George Ioanid a făcut-o pe un catalog al expoziției.
Au mai participat Sava Henția, Mihail Ștefănescu, Polizu-Micșunești, Alexandru Fotino, Ion Sălceanu și August Schench. Lucrările ce au fost identificate că au participat la manifestare sunt:
- Secția de pictură:

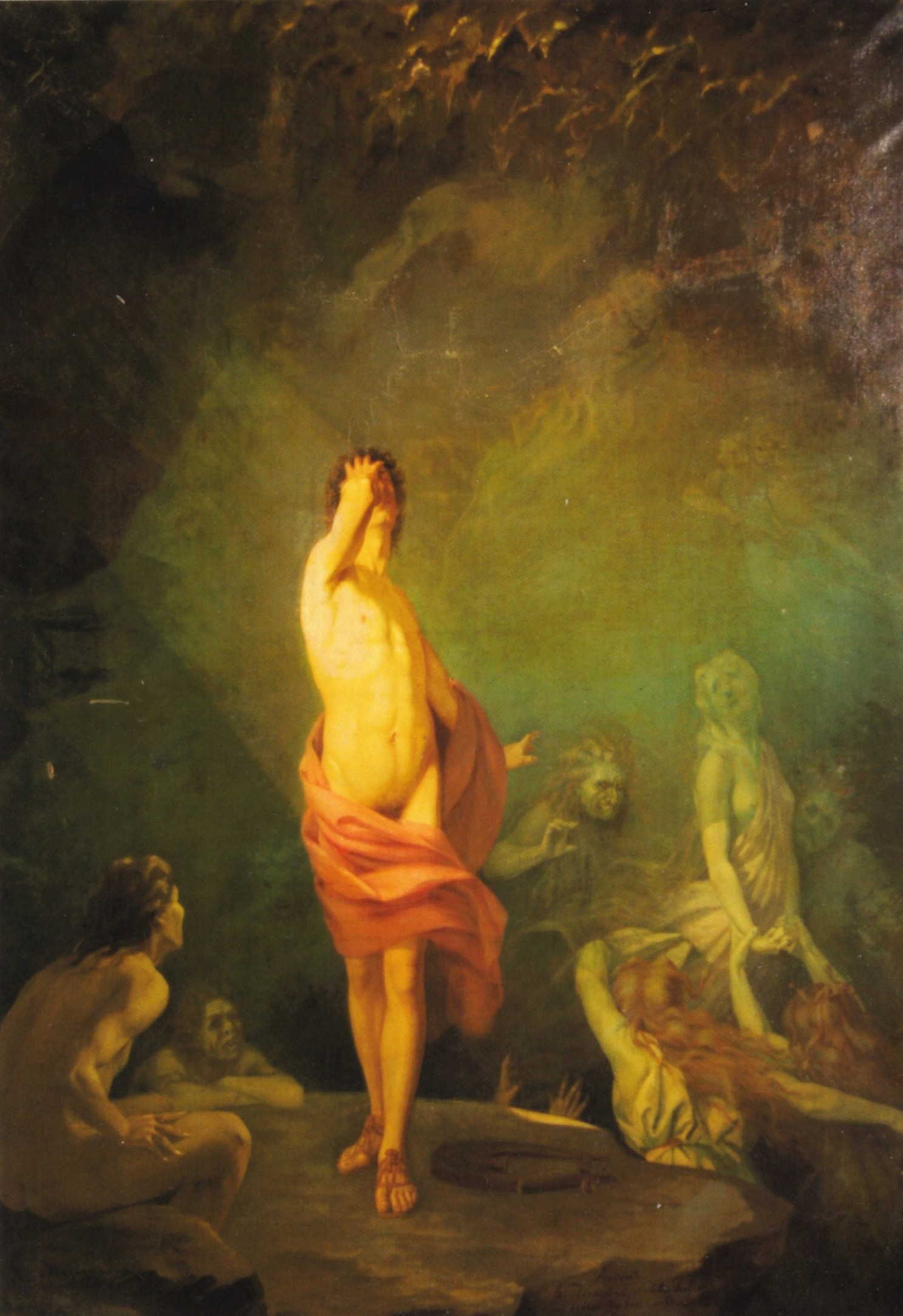
Orfeu în infern - de Mihail Ștefănescu

- Sava Henția -- o compoziție mitologică intitulată Psyche abandonată de Cupidon ce fusese expusă în anul 1873 la Salonul Oficial din Paris și Aurora. A mai avut două portrete - Doamna Tătăranu și Doamna Ionescu împreună cu una dintre fiicele sale, un Studiu de câine și O tânără italiancă;
- Constantin I. Stăncescu -- a prezentat, ca de obicei, o serie de portrete, Portretul doamnei Kalinderu în cărbune și șase în tehnica pastelului - Portretul doamnei Petre Grădișteanu,  Eliza Stăncescu, doamna N. T. Tătăranu, doamna Nicolae Predescu, Fetița blondă, și o natură moartă intitulată Coșul cu cireșe;
- Mihail Ștefănescu -- a avut peisaje - Vederea lacului Geneva, Vile Borgheze, Efect de iarnă în Transilvania (studiu de peisaj la Albano), portrete - Doamna Szabo și Copil, naturi statice - Flori, compoziție - Orfeu în infern;
- Constantin Stahi -- a prezentat două țărănci, una stând pe o piatră într-o atitudine gânditoare și o alta la fântână.
- Polizu Micșunești, artist amator -- un tablou intitulat Marină ( cunoscută și ca Familie marinară așteptând sosirea unei bărci) și unul Efect de zăpadă în munți;
- Alexandru Fotino -- Flori și pepeni;
- Ion Andreescu -- o natură statică - Coacăze.
- George Ioanid -- (?)
- Gheorghe Mihăiescu -- (?)

- Secția de sculptură:

- Karl Storck -- Bustul generalului Herescu și Portretul principesei Maria;
- Ion Sălceanu -- un birou de nuc și Cupidon cerând arcul de la Psiheea - sculpturi în lemn.
- August Schench -- a cioplit un stejar  - Un balaur luptând cu un șarpe - sculptură în lemn.

- Secția de arhitectură:

- Paul Petric -- (?)

## Premii

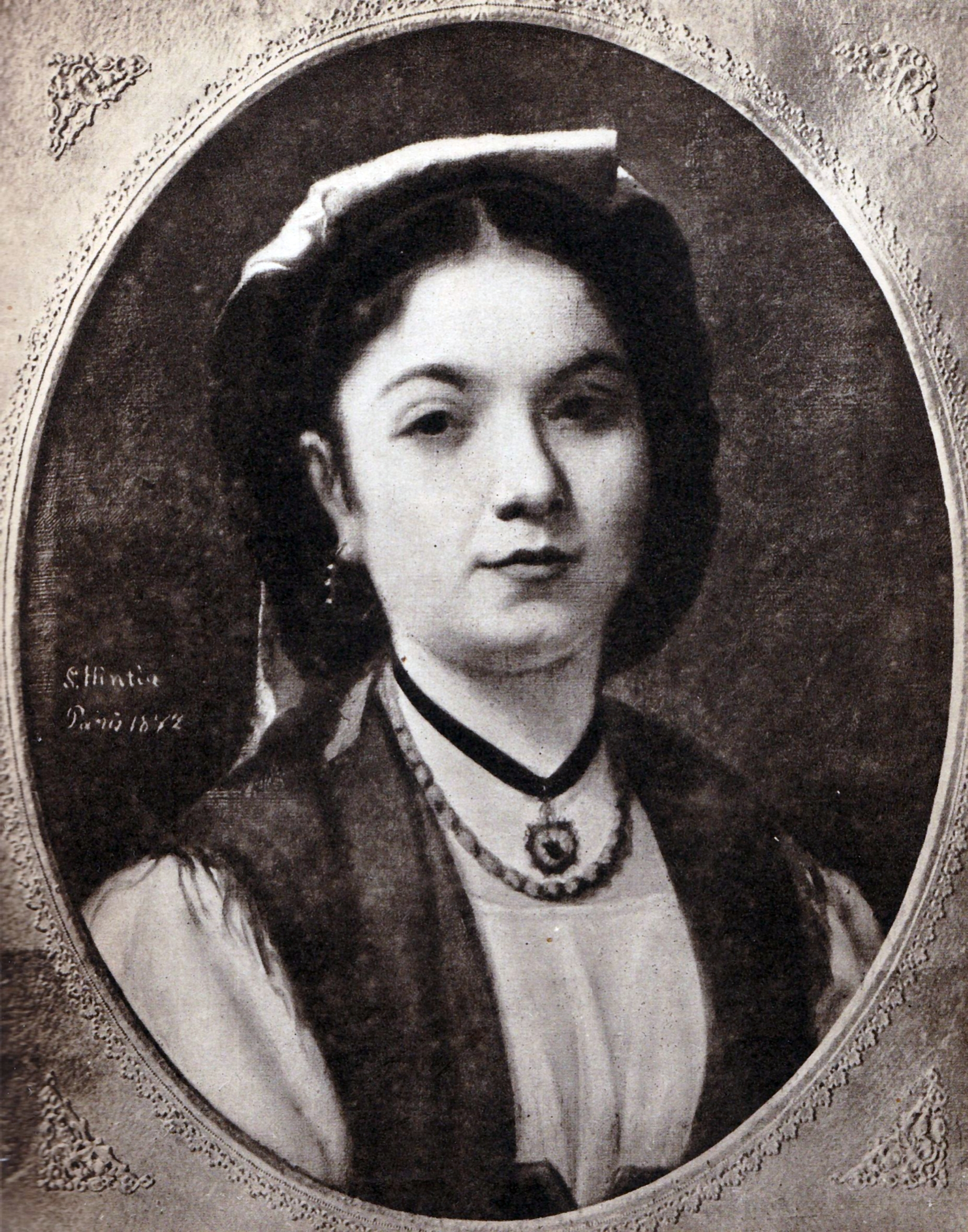
Italianca de Sava Henția (1872)

Juriul manifestării a acordat următoarele premii:
- Secția de pictură:[22][18]

- Medalia de clasa a II-a -- Sava Henția și Mihail Ștefănescu;
- Medalia de clasa a III-a -- Polizu-Micșunești, Mihail Dan și Alexandru Fotino;
- Mențiuni -- Constantin Stahi, Gheorghe Miluiescu și George Ioanid.

- Secția de sculptură:[22][18]

- Medalia de clasa I-a -- Karl Storck;
- Medalia de clasa a II-a -- Ion Sălceanu;
- Mențiune -- August Schenck.

- Secția de arhitectură:[22][18]

- Medalia de clasa a III-a -- Paul Petric

Împărțirea premiilor s-a făcut în ziua de duminică 21 noiembrie 1874 la orele 13. Aman a solicitat forul tutelar să facă publicitate în presă prin publicarea unui anunț. A solicitat de asemenea eliberarea sumei de 350 de lei aferentă contravalorii premiilor acordate și plata sumei cuvenite lui Sava Henția pentru tabloul achiziționat pentru Pinacoteca din București. Ceremonia de premiere a coincis cu cea a elevilor Școlii de Belle-Arte.
În data de 22 noiembrie 1874, Theodor Aman a depus la Ministerul Instrucțiunii o prezentare a solemnității de decernare a premiilor. Ministrul Titu Maiorescu a tăiat cu o linie groasă aliniatele din text unde trebuia inserat discursul lui Aman și a făcut precizarea pe document că „... Se va publica numai o scurtă dare de seamă în Monitor”.

## Achizițiile statului

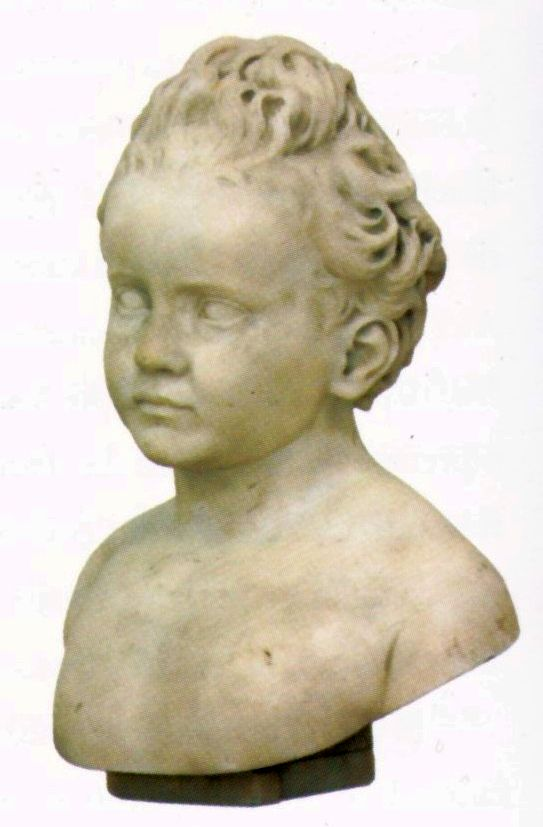
Portretul principesei Maria de Karl Storck

Ca urmare a deliberărilor juriului, acesta a propus ministerului să se achiziționeze tabloul lui Sava Henția intitulat O tânără italiancă pentru prețul de 300 de lei și o lucrare realizată de Constantin I. Stăncescu numit Coș cu cireșe pentru suma de 500 de lei.
Consiliul Permanent al Instrucțiunii a fost de acord cu propunerile juriului. În schimb, ministrul Titu Maiorescu a aprobat doar în parte procesul verbal emis de către forul tutelar. El a refuzat cumpărarea lucrării lui Stăncescu spunând că este inadmisibil a „... admite ca un membru al juriului să decidă împreună cu ceilalți membri cumpărarea propriei sale lucrări”. Theodor Aman a susținut pe Stăncescu printr-o adresă folosind o uzanță în asemenea deliberări: „... am onoare a supune la cunoștința Domniei Voastre că și în trecut s-a urmat [procedat] asemenea. Juriul nu în prezența D-lui Stăncescu a admis cumpărătoarea și D-lui a subscris Prescriptul Verbal întrucât privea judecata celorlalți artiști.” Într-un final, Ministerul a dat rezoluția de achiziționare pentru o valoare diminuată în sumă de 450 de lei și a repartizat tabloul pentru a face parte din galeria de exponate a Pinacotecii din Iași. Prin eroarea copistului care a luat în gestiune lucrarea, ea a apărut în fișele de inventar ale Pinacotecii sub numele de Coș cu flori.

## Cronica presei
Absența principalilor artiști de marcă ai vremii de la această manifestare expozițională a afectat și reflectarea ei în articolele de presă. Astfel, doar doi conicari s-au ocupat de participanții la expoziție - Ulysse de Marsillac în Le Jounal de Bucharest și Grigore H. Grandea în ziarul Pressa. Amândoi au avut o abordare ironică la adresa mișcării artistice bucureștene.

### Ulysse de Marsillac
Cronicarul a început în prima parte a articolului cu exclamații de uimire care aveau misiunea de a obține indulgența vizitatorilor și cititorilor:
„... Doamne, da, avem un salon. Nu este salonul din Paris; nu este galeria din Dresda nici tribuna din Florența; în sfârșit, este o mică selecție de tablouri, din care multe nu sunt lipsite de interes... Ești mereu sigur că-l vei întâlni [pe Constantin I. Stăncescu] peste tot unde este vorba de lucruri care sunt de domeniul artei. Director general al teatrelor, profesor la Școala de Belle-Arte din București, membru al Ateneului Român, viața sa este dusă printre lucruri nobile și frumoase. Fericit muritor care nu vede în viață decât rozele doar că uneori simte și ghimpii...  Portretele sale au fidelitatea fotografiei fără a avea rigiditatea ei. Sunt poze, dar poze care trăiesc.”
În continuare a comentat lucrările prezentate de Stăncescu, majoritatea portrete, ca de obicei, unul în cărbune (D-na Kalinderu) și șase în pastel (D-na Petre Grădișteanu, d-na Eliza Stăncescu, d-na N. Tătăranu, Nicolae Predescu, Fetița blondă și o natură moartă Coș cu cireșe.
A comentat prezența la manifestare a lui Sava Henția cu Psyche abandonată de Cupidon și Aurora. Dacă pentru Psyche a avut cuvinte de laudă și prin prisma faptului că a fost prezentată publicului parizian în anul 1873 cu ocazia desfășurării Salonului Oficial, despre Aurora a opinat că pare a fi o lucrare neterminată, nudul fiind bine desenat însă culorile cam prea tari.
Un pasaj important din a doua parte articolului, de Marsillac le-a consacrat lui Polizu Micșunești ale cărui lucrări O marină și Efect de zăpadă în munți le-a considerat a fi pline de poezie. A enumerat titlurile lui Mihail Ștefănescu precizând că Orfeu în infern este „... o tentativă cutezătoare de a aborda marea pictură mitologică” care relevă însă incapacitatea artistului în stăpânirea compoziției, atitudinea personajelor fiind prea teatrale. Comentariile critice ale lui Marsillac s-au oprit la Mihail Ștefănescu, deoarece a considerat că restul exponatelor nu merită comentarii.

### Grigore H. Grandea

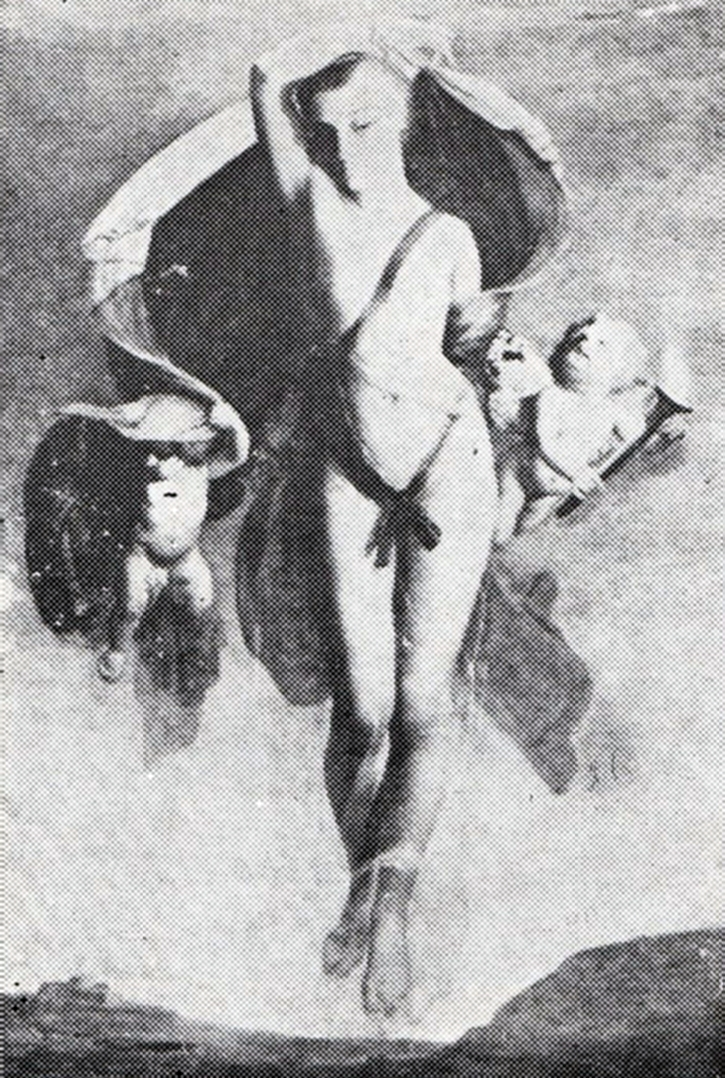
Aurora de Sava Henția (1871 - 1873) - foto a/n

Cronica făcută de Ulysse de Marsillac a fost completată de Grigore H. Grandea într-un articol cu două părți în ziarul Presa. Acesta a adus noi amănunte amuzante și pitorești. Astfel, în prima parte, Grandea a ținut un discurs din istoria artei universale și a relatat o experiență personală care i-a pus în lumină interesul pe care oamenii simplii din Europa Occidentală îl aveau pentru artă. Povestea lui Grandea era un preludiu moralizator care se dorea a fi o introducere în cronica sa, satirizând interesul pe care publicull bucureștean îl avea pentru arta plastică. În loc ca galeria expoziției bucureștene să fie plină de vizitatori plini de entuziasm, singurele persoane care s-au s-o vadă era el, cronicarul și un cățel - referire transparentă la lucrarea lui Sava Henția. Narațiunea descrie un episod în care Grandea mergea cu trenul spre Ostende, el fiind vecin de compartiment cu un muncitor belgian. Belgianul era un mare amator de artă care mergea în fiecare duminică la muzeul din Bruges însoțit de fiicele lui, scopul fiind distracția și relaxarea la care toți uvrierii din Țările de jos făceau apel. Curios și dezamăgit de cunoștințele precare pe care le avea prin comparașie cu fetele belgianului, Grandea s-a dus și el la muzeul din Bruges.
„... Zilele acestea ducându-mă să văd Esposițunea artiștilor în viață la 1874 (dintre cari unii nu s'au născut încă) mi-am amintit de cuvintele bătrânului de la Bruges. Mă mândream de progresul ce au făcut; mă așteptam să văd sala plină nu de uvrieri, dar de studenți, impiegați publici, ofițeri, pensionari și dame. Am intrat. Vântul prin o fereastră deschisă făcea să tremure biata Psihee (sic) în nuditatea ei. Un cățel își freca zgarda într-un colț și, văzndu-mă, începu să latre - se înțelege - de mirare. Eu cu pașii și el cu lătratul eram singurii muncitori cari tulburam repausul acelei săli, tăcută ca ruinele Palmirei."
În cea de a doua parte a cronicii, Grigore Grandea  a acordat un spațiu mai larg comentariilor critice vis-a-vis de opera lui Sava Henția care „... l-a izbit mai mult cu puterea talentului”. Cronicarul a pigmentat întregul comentariu cu ironii subînțelese sau explicite, chiar dacă a pretins că-l admiră pe pictor.
„... Și d-sa, ca ceilalți mulți, s'a înclinat către portretărie; cele ce a produs însă, ne îndulcesc regretul și zău! dacă vreodată voi avea dorința să admir mutra mea cu o mustață albă și alta neagră, d. Henția să-și prepare penelul abil pentru a reproduce un asemenea fenomen capilar. (...) Talentul d-lui Henția se joacă când este a zugrăvi câini. Cățelul de d-sa este un mic cap-d'operă. D. Kalinderu care i l'a cumpărat i-a comandat facerea unui alt tablou: Câini de vânătoare. După ce am admirat Cățelul d-lui Henția, am înțeles ceea ce adusese pe cățelul care a anunțat intrarea mea în salonul esposițiunei cu lătrături. Venise și el, ca și mine, să admire portretul unuia din semenii lătrători. Când vederea mi-a căzut pe acest tablou, espresiunea, atitudinea, și coloritul erau cât paci să mă facă a'l chiema Cuțu! Cuțu!”
În continuare a acreciat Psyche abandonată de Cupidon și despre Aurora a declarat că depășește cu mult posibilitățile pictorului, rezultatul fiind unul mediocru. Grandea a citat pe ceilalți participanți cu numele lucrărilor expuse de aceștia. Dintre cei prezenți de la secțiunea de sculptură, doar pe Karl Storck l-a considerat a fi artist, ceilalți doar niște ebeniști.
În încheierea articolului, Grandea a spus „... Și acesta este salonul din 1874 în care, cu toală sărăcia lui, noi, vizitatorii am avut câteva ore plăcute, eu admirând talentele născânde, iar cățelul mirosindu-mi pulpele. Am zis sărăcia lui pentru că n-am văzut nimic de luceferii artelor de la noi, ca d-nii Aman, Tătărescu, Grigorescu, Orescu, Montoreanu. Păcat! Voi cerceta zilele acestea în registrul stărei civile de la primărie, să văd cari din ei mai sunt în viață pentru a ști către care am să'mi împlinesc datoria de necrologist”.

## Critica posterității
Adrian-Silvan Ionescu în comentariile sale critice a aprobat opinia lui Grigore H. Grandea și a afirmat că expoziția din anul 1874 a fost una fără staruri și fără artiști plastici de prima mână. Nu poate fi tăgăduit faptul că Theodor Aman a evitat să fie obiectul scandalurilor de presă și de aceea s-a ținut departe de a mai fi elementul organizatoric principal și ca urmare nici nu a mai expus nicio lucrare. El a fost înlocuit de către Constantin I. Stăncescu, acesta din urmă fiind cel care a panotat expoziția. Stăncescu era deja o persoană influentă, în plină ascensiune, și cel care pentru următorii 25 de ani va fi pe firmamentul vieții artistice a capitalei României. El a acaparat în timp mai multe funcții în cadrul instituțiilor de cultură ale Bucureștiului. Ediția din 1874 a fost ultima Expoziție a artiștilor în viață, așa cum a creat-o și conceput-o Theodor Aman.
Prin lipsa unei piețe de artă reale și viabile și prin lipsa de entuziasm de care au dat dovadă autoritățile timpului, seria de evenimente culturale oficiale a fost întreruptă pentru câțiva ani de zile. Prin urmare, din cauza inexistenței arhivei Ministerului Cultelor și Instrucțiunii Publice în perioada 1878 - 1886, cercetările istoricilor de artă sunt practic imposibile prin lipsa unor documente autentice care să ateste viața artistică din acele vremuri. Singura sursă de documentare a rămas pentru această perioadă articolele de presă care au supraviețuit trecerii timpului.